# Sturnira lilium
Sturnira lilium (E.Geoffroy, 1810) è un pipistrello della famiglia dei Fillostomidi diffuso in America centrale, meridionale e nei Caraibi.

## Descrizione

### Dimensioni
Pipistrello di piccole dimensioni, con la lunghezza della testa e del corpo tra 54 e 65 mm, la lunghezza dell'avambraccio tra 37 e 42 mm, la lunghezza del piede tra 12 e 15 mm, la lunghezza delle orecchie tra 15 e 18 mm e un peso fino a 18 g.

### Aspetto
La pelliccia è corta, soffice, densa e vellutata. Le parti dorsali sono bruno-arancioni, talvolta grigiastre o arancioni brillanti, mentre le parti ventrali sono più chiare. Sono presenti dei ciuffi di lunghi peli gialli, arancioni o rossi scuri intorno a delle ghiandole situate su ogni spalla. Il muso è corto e largo. La foglia nasale è ben sviluppata e lanceolata, con la porzione anteriore saldata al labbro superiore. Le orecchie sono corte, triangolari, con l'estremità arrotondata ed ampiamente separate. Il trago è corto ed affusolato. Le membrane alari sono marroni e attaccate posteriormente sulle caviglie. È privo di coda, mentre l'uropatagio è ridotto ad una frangia di peli lungo la parte interna degli arti inferiori. Il calcar è rudimentale. Il cariotipo è 2n=30 FNa=56.

## Biologia

### Comportamento
Si rifugia in piccoli gruppi all'interno di grotte, edifici e cavità degli alberi.

### Alimentazione
Si nutre di frutta, particolarmente del genere Piper, Solanaceae, Melastomataceae, datteri, banane e fichi selvatici, ma anche di insetti e polline.

### Riproduzione
Danno alla luce un piccolo alla volta all'anno. Femmine gravide sono state catturate in ogni mese dell'anno.

## Distribuzione e habitat
Questa specie è diffusa dagli stati messicani settentrionali di Sonora e Tamaulipas, attraverso tutta l'America centrale e meridionale fino all'Argentina settentrionale e all'Uruguay. È inoltre presente nelle Piccole Antille.
Vive in diversi tipi di habitat, dalle foreste umide subtropicali alle regioni aride fino a 1.000 metri di altitudine.

## Tassonomia
Sono state riconosciute 7 sottospecie:
- S.l.lilium: dallo stato messicano nord-occidentale di Sonora e nord-orientale di Tamaulipas, attraverso tutta l'America centrale fino alla Colombia occidentale;
- S.l.angeli (de la Torre, 1966): Dominica;
- S.l.luciae (Jones & Phillips, 1976): Saint Lucia;
- S.l.parvidens (Goldman, 1917): Venezuela, Guyana, Suriname, Guyana francese, Brasile, Ecuador, Perù orientale, Bolivia, Paraguay, Uruguay, Argentina settentrionale. Isola di Trinidad;
- S.l.paulsoni (de la Torre, 1966): Saint Vincent;
- S.l.serotinus (Genoways, 1998): Grenada;
- S.l.zygomaticus (Jones & Phillips, 1976): Martinica.

## Conservazione
La IUCN Red List, considerato il vasto areale, la popolazione presumibilmente numerosa e la presenza in diverse aree protette, classifica S.lilium come specie a rischio minimo (Least Concern)).